# Danske isfabrikanter
Danske flødeisfabrikanter har der gennem historien været flere end 150 samtidige af, men i dag er størstedelen koncentreret om få multinationale selskaber, hvor en del af fremstillingen foregår i udlandet. Foruden Premier Is med Mejerigaarden i Thisted, er en del mindre fabrikanter dog forsat aktive med produktion i Danmark, primært en række mejerier, der både markedsfører eget varemærke (brand) eller producerer for andre varemærkeindehavere, for eksempel Irma. Desuden findes gård-produktion fra gårdmejerier samt isbarer med egen produktion.

## Historie
Is som nydelse kan dateres helt tilbage til romertiden, hvor den italienske sorbetis skulle være opstået. Også opdagelsesrejsende Marco Polo siges at have hjembragt en opskrift på sorbet fra Mellemøsten. Sorbetto er det italienske navn, sherbert er den amerikansk form, som blev anvendt af danske isfabrikanter i midten af 1900-tallet. Den første egentlige flødeisfabrik (Ice cream factory) etableres i Boston, USA, i 1862.
Moderne dansk ishistorie begynder allerede få år senere, i 1870, hvor konditoriet La Glace i København åbner med et sortiment der både indeholder sorbet og parfait. I 1904 introduceres isvaflen på verdensudstillingen i Saint Louis, USA. Den første egentlige dansk iscremefabrik etableres i 1914 under navnet Amerikansk Ice Cream Fryseri, senere kendt som Hellerup Is. Isbaren (Ice Bar), forløberen for ispinden, blev patenteret i USA, 1922, af danskeren Cristian K. Nielson – det var en firkantet vaniljeis overtrukket med chokolade, markedsført som Eskimo Pie. 1922 er også året, hvor Hans Hansen grundlægger et ismejeri i Hillerød, der senere skifter navn til Frederiksborg Is. Ispinden opfindes og patenteres året efter i USA, som flødeisbar-med-pind. I 1927 grundlægges Premiere Is i Esbjerg, senere kendt som Premier Is. Samme år stiftes Foreningen Dansk Fløde Is, en branchesammenslutningen der i dag kendes under navnet Dansk Isindustri. Den danske maskinfabrik Gram, der har specialiseret sig i køleanlæg til mejerier, tager i 1965 patent på en roterende ispindemaskine, der muliggør masseproduktion af ispinde, og Premier Is lancerer serien Luksus Lyn Stang, firkantede ispinde indpakket i aluminiumsfolie. Antallet af isfabrikker i Danmark siges at nå op på op på 162 i 1936, det højeste antal nogensinde.
Efter krigen grundlægges Frisko Flødeis i 1946, der godt et årti senere, i 1959 fusionerer med Kildegaard Fløde-Is som Frisko Kildegaard. Allerede året efter opkøbes det af den multinationale gigant Unilever, som omdøber det til Frisko Is. Den udenlandske kapital medfører, at mange små isfabrikker, blandt andre Kaddara Is og Kronborg Is opgiver konkurrencen og bliver opslugt af Frisko, der yderligere i 1971 overtager konkurrenten Sol Is, en fusion af Hellerup Is og flere andre virksomheder, hvorefter Friskos sol-logi introduceres. En lang række mindre danske isfabrikanter fusionerer eller opkøbes i denne periode. For eksempel opkøbte Mejerigården, under navnet Polar Is, en række mindre isfabrikker siden 1970'erne, Grotte Is i Esbjerg, Hame Is i Haverslev, Rønbjerg Is ved Skive og Bravissimo Is i København. Hele produktionen blev flyttet til Mejerigaarden i Thisted.
Alternativ markedsføring med den klokkeringende Hjem-IS-bil rullede ind fra Sverige til Danmark i 1976. Det stigende industrialiserede marked blev dog nicheplads for mindre, specialiserede fabrikanter som Underground, der opstod i 1977 og kendetegnes ved at være produceret med naturlige ingredienser.
En af dansk is' største successer er udvikling af Magnum-ispinden, der introduceres i 1989 og i dag sælges over hele verden.
I 1990 opkøbes Underground Is af Premier Is, der i 1994 selv blev overtaget af Albani Bryggerierne, der siden 1923 havde været med i iseventyret gennem fynske Slotsbryggeriets fremstilling af krystalisblokke til hjemmenes isskabe, og efterfølgende flødeis med Slots Is, der sammen med Mejeriernes Iskremfabrik i Aalborg havde opkøbt københavnske Eventyr Is i 1967. Blot to år senere, i 1996, blev det hele overtaget af Nestlé, der tillige købte Frederiksborg Is. Nestlé solgte i 2009 Premier Is til Polar Is, ejet af Mejerigaarden, fra 2015 en del af lettiske Food Union.
De seneste år er en række mindre, specialiserede isfabrikater dukket op blandt de to markedsdominerende Frisko og Premier, blandt andet etablerede familien fra det tidligere Frederiksborg Is i 2004 Hansens Flødeis, der blandt andet fremstiller is på basis af det proteinholdige mælkeprodukt skyr. Skee Ismejeri har slået sig op på økologisk is, og fabrikanten Peters Is markedsførte sig som Danmarks dyreste is, men stoppede alle aktiviteter ved udgangen af 2018. 